# 7974 Vermeesch
7974 Vermeesch è un asteroide della fascia principale. Scoperto nel 1973, presenta un'orbita caratterizzata da un semiasse maggiore pari a 2,2658027 UA e da un'eccentricità di 0,0978647, inclinata di 0,16478° rispetto all'eclittica.